# Communauté d’agglomération des Trois Frontières
Die Communauté d’agglomération des Trois Frontières war ein französischer Gemeindeverband mit der Rechtsform einer Communauté d’agglomération im Département Haut-Rhin in der Region Grand Est. Der Gemeindeverband wurde am 30. Oktober 2000 gegründet und bestand aus zehn Gemeinden. Der Verwaltungssitz befand sich im Ort Saint-Louis. Trois Frontiéres bedeutet Drei Grenzen und meinte die drei Grenzen, die im Dreiländereck zusammenkommen: so grenzte die Gemeinschaft im Osten an Deutschland (Landkreis Lörrach) und im Süden an die Schweiz (Kantone Basel-Stadt und Basel-Landschaft).
Die zehn Gemeinden bilden raumplanerisch den französischen Teil der Agglomeration Basel.

## Historische Entwicklung
Der Gemeindeverband entstand ursprünglich in der Rechtsform einer Communauté de communes und wurde mit Wirkung vom 1. Januar 2016 in eine Communauté d’agglomération umgewandelt und entsprechend umbenannt.
Per 1. Januar 2017 wurde der Gemeindeverband mit den Communauté de communes Porte du Sundgau und Pays de Sierentz zum Gemeindeverband Saint-Louis Agglomération mit 40 Gemeinden zusammengeschlossen.

## Ehemalige Mitgliedsgemeinden
1. Bartenheim
2. Blotzheim
3. Buschwiller
4. Hégenheim
5. Hésingue (Häsingen)
6. Huningue (Hüningen)
7. Kembs
8. Rosenau
9. Saint-Louis
10. Village-Neuf